# José Gaspar Rodríguez de Francia

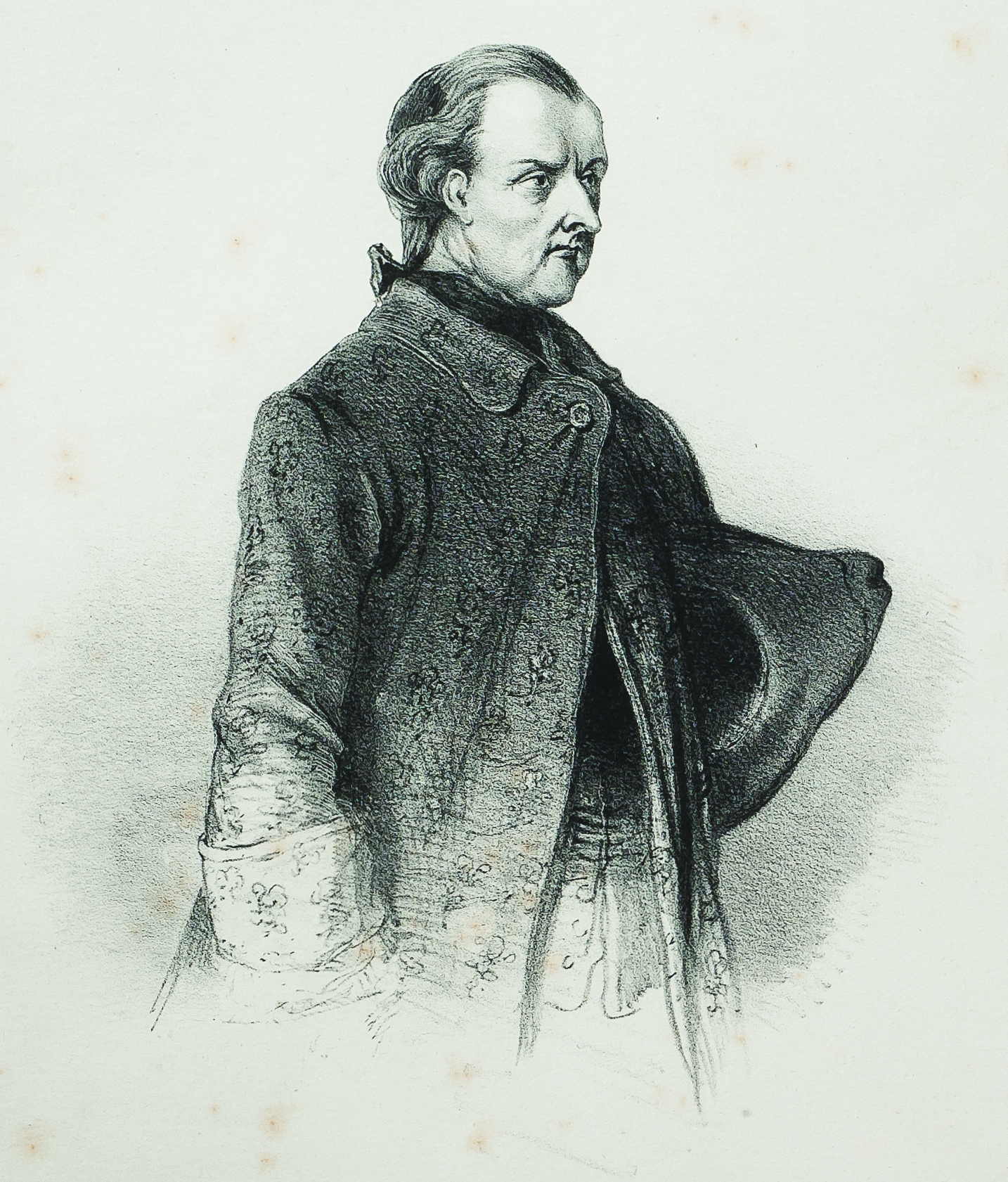
José Gaspar Rodríguez de Francia, „El Supremo“

José Gaspar Tomás Rodríguez de Francia (* 6. Januar 1766 in Asunción; † 20. September 1840 in Asunción) war von 1814 bis 1840 Diktator von Paraguay.

## Leben
Francia studierte in Argentinien an der Universidad Nacional de Córdoba Theologie und promovierte in Kirchenrecht. Er war anschließend in Asunción Lehrstuhlinhaber und als Anwalt tätig. Francia war eine der führenden Persönlichkeiten im Kampf Paraguays um die Unabhängigkeit von Spanien (1811). Nach Erlangung der Unabhängigkeit wurde er 1811 in den Verwaltungsrat gewählt. Ab dem 3. Oktober 1814 wurde er bis zum 31. Mai 1816 zum temporären Diktator ernannt und ab dem 1. Juni 1816 zum Diktator auf Lebenszeit, bis zu seinem Tod am 20. September 1840.
Seine Ziele waren die wirtschaftliche Entwicklung des Landes und eine „Regierung des Volkes“ zu bilden. Während und nach dem Unabhängigkeitskampf Paraguays blockierten die Machthaber in Buenos Aires die Schifffahrt auf den wichtigsten Flüssen Paraguays, dem Río Paraguay und dem Río Paraná. Sie erhoben außerdem hohe Einfuhrzölle auf Waren aus Paraguay, das sie als eine abtrünnige Provinz betrachteten. Sie verboten den kompletten Handel mit Tabak, neben Mate das wichtigste Exportgut des Landes, um Paraguay zu zwingen, sein Unabhängigkeitsbestreben aufzugeben.
Francia gab dem Druck nicht nach und stellte die Weichen für die landwirtschaftliche Selbstversorgung des Landes, um es möglichst autark zu machen. Er ließ Baumwolle anbauen und eine Textilindustrie aufbauen, welche die Bevölkerung mit Kleidung versorgte. Um die fehlenden Staatseinnahmen aus den Exporterlösen zu kompensieren, enteignete er ab 1816 die ausländischen Händler in Paraguay mittels einer hohen Steuer oder durch Entzug der Aufenthaltsgenehmigung. Das führte zwischen 1820 und 1821 zu einer Konspiration der Händleroligarchie gegen ihn. Es wurde ein Mordkomplott gegen ihn aufgedeckt, an dem zahlreiche Patrizierfamilien beteiligt waren. Daraufhin ließ er viele Angehörige der nach der Unabhängigkeit aufgestiegenen Elite des Landes verhaften oder exekutieren und ihren Besitz einziehen. Das Land, das ehemals der spanischen Krone gehörte, verkaufte er zu einem niedrigen Preis an Kleinbauern, um die Agrarproduktion zu fördern. Diese Maßnahmen führten zu einem Niedergang des Handels, die Landwirtschaft blühte hingegen auf. Die Viehwirtschaft expandierte und die Mate- und Tabakindustrie wurde gestärkt. Francia unterdrückte die religiösen Orden und ließ Klöster schließen. Er riegelte sein Land fast komplett ab, sogar Ein- und Ausreise waren untersagt.
Um sein Ziel einer Volksregierung durchzusetzen, führte er ein neues Wahlsystem der Volksvertreter ein. Bei diesem bildeten die Vertreter der privilegierten Klassen die Minderheit gegenüber den Vertretern der „Volksklassen“. Es durften nur Männer ab 23 Jahre wählen; Frauen und Sklaven hatten kein Wahlrecht. Er führte eine profunde Erneuerung des Verwaltungsapparats durch, ließ diejenigen anklagen, die einen Akt der Korruption begangen hatten, und sie das illegal Erworbene zurückgeben. Zum Schutz der unteren Schichten führte er das Amt der „Verteidiger der Armen“ ein, dessen Aufgabe es auch war, die Interessen der Sklaven zu vertreten, die Beschwerden gegen ihre Besitzer vorbrachten. 1822 schuf er außerdem das Amt der „Verteidiger der Indios“ und danach das der „Verteidigung der Minderjährigen“. Er ließ alle höheren Verwaltungsbeamten strikt beobachten, um eine ehrliche und effiziente Amtsführung zu gewährleisten. Er enthob sogar seinen Bruder Pedro des Amtes als Verwalter von Itá, weil er ihn für inkompetent hielt.
Diese Politik schlug eine Art lateinamerikanischen Sonderweg ein. Sie war eine Abkehr vom von Großbritannien in Lateinamerika geförderten Wirtschaftsliberalismus und führte dazu, dass es in Paraguay kaum Armut und kaum Reichtum gab. Das persönliche Regiment Francias war auch ein Präzedenzfall für die Zukunft: Er hinterließ quasi keinen existierenden Verwaltungsapparat, wodurch in der Folge nur persönliche Diktaturen starker Militärherrscher möglich waren. Bezeichnend ist sein – in Lateinamerika oft zitierter – Wutausbruch: „Ich befinde mich in einem Land von Vollidioten, in dem ich alles allein machen muss.“

## Literarische Rezeption
Die Geschichte und die Persönlichkeit Gaspar Rodríguez de Francias regten den paraguayischen Schriftsteller Augusto Roa Bastos zu seinem 1974 erschienenen Roman Yo, el Supremo (Ich, der Allmächtige) an.
Uwe Timm beschreibt Diktator Francia im dritten Kapitel („Die Utopie des Dr. José Gaspar Rodríguez de Francia“) seines Buches Der Verrückte in den Dünen. Über Utopie und Literatur.